# Appliqué inversé

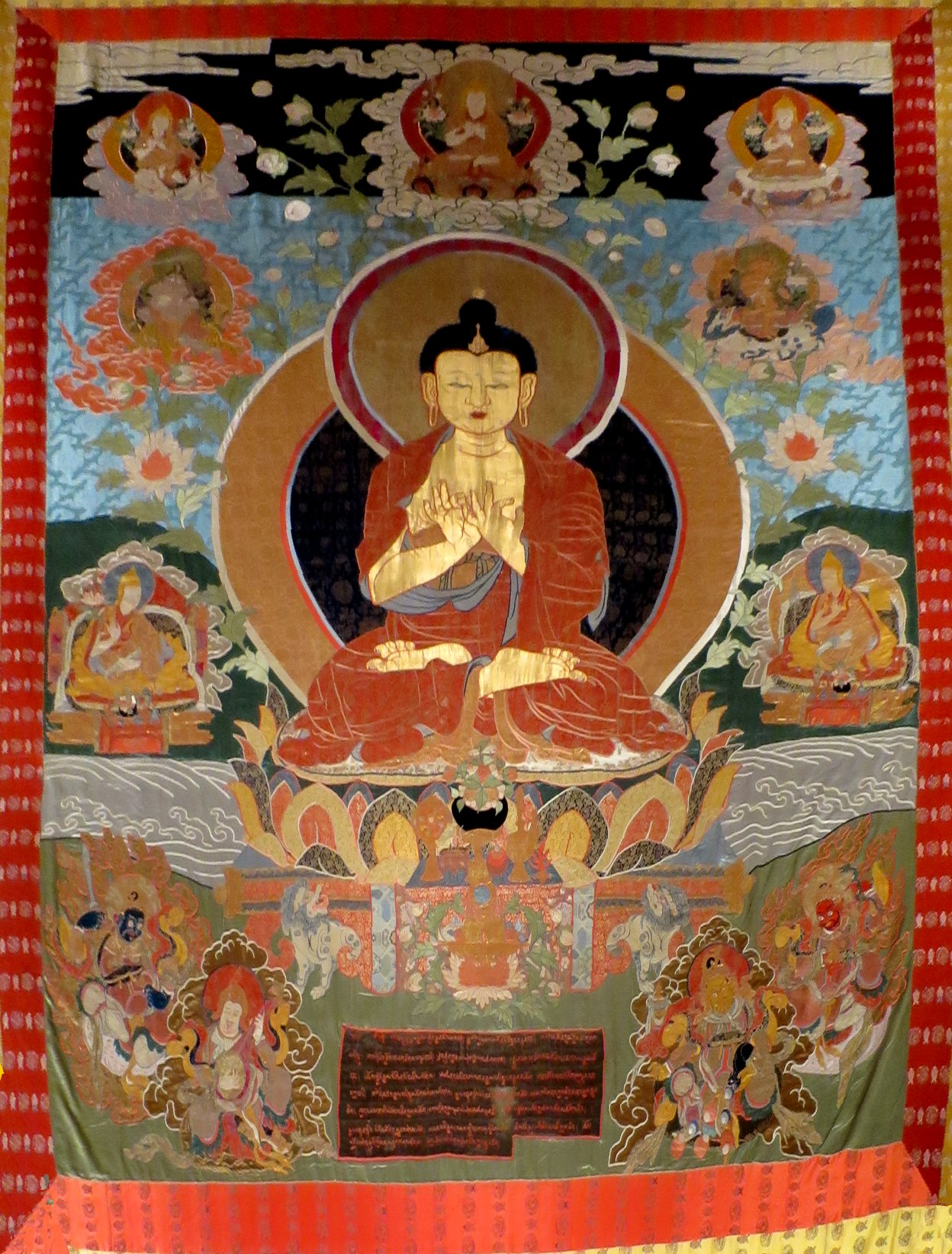
Exemple d'appliqué en soie tibétain du XVIIe siècle

L’appliqué inversé est une technique consistant à coudre plusieurs étoffes superposées pour leur donner de l'épaisseur, en traçant à l'intérieur d'une ou de plusieurs d'entre elles des dessins simples, par ablation, de façon à jouer sur la superposition de plusieurs étoffes de couleurs différentes, mais en veillant à ce que celle du dessous conserve une influence, contribuant ainsi à un mélange de couleurs. La partie la moins épaisse, celle du dessous, est doublée de l'intérieur par la technique du patchwork. La couverture ou le vêtement conserve ainsi une propriété isolante et donne une impression d'épaisseur. 

## Usage
Compte tenu du prix des étoffes, cette technique est réservée aux couvertures de lits et aux vêtements des grands jours, et ne concerne au début que des dessins de taille limitée, sur un plan géométrique, ce qui permet d'utiliser un même tissu dans plusieurs appliqué inversé. Elle permet de valoriser les chutes de tissus après coupe. 

## Historique
La technique de l’appliqué inversé est utilisée au XVIe siècle dans les villes où s'est développée une activité textile et où vivent des minorités religieuses protestantes et puritaines, dont les religions sont alors assez répandues chez les artisans, en Allemagne et en Suisse, en France et très vite dans le sud de l'Angleterre.
Lorsque le prix des étoffes baisse, avec le développement du coton puis de la soie, et l'introduction de plantes tinctoriales comme la garance après les travaux d'Olivier de Serres, l'appliqué inversé prend de l'ampleur.
Cette technique entre en concurrence dès la fin du XVIe siècle avec les indiennes, alors encore rares, qui sont des cotonnades teintes à la main, puis au tout début du XVIIIe siècle imprimées grâce à des panneaux en bois gravé.
L'appliqué inversé connaît aussi un certain succès dans les communautés rurales d'Amérique, où l'isolement place des contraintes importantes sur la consommation de textiles et oblige à investir du temps pour la valoriser.

## Galerie

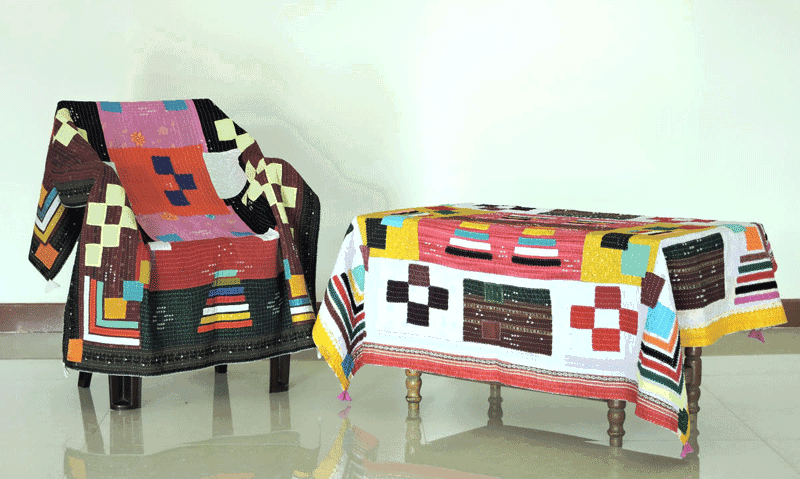
Des kaudis indiens
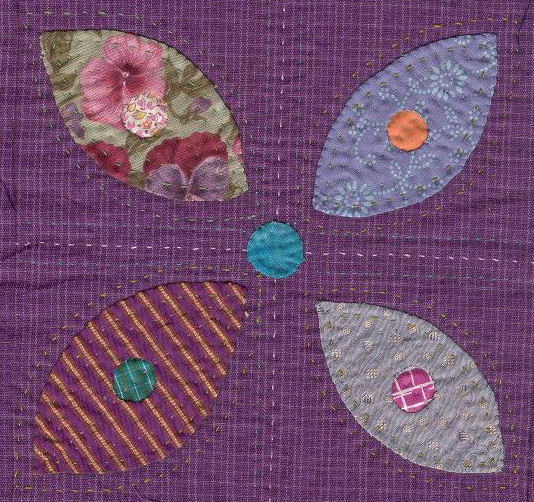
Détail
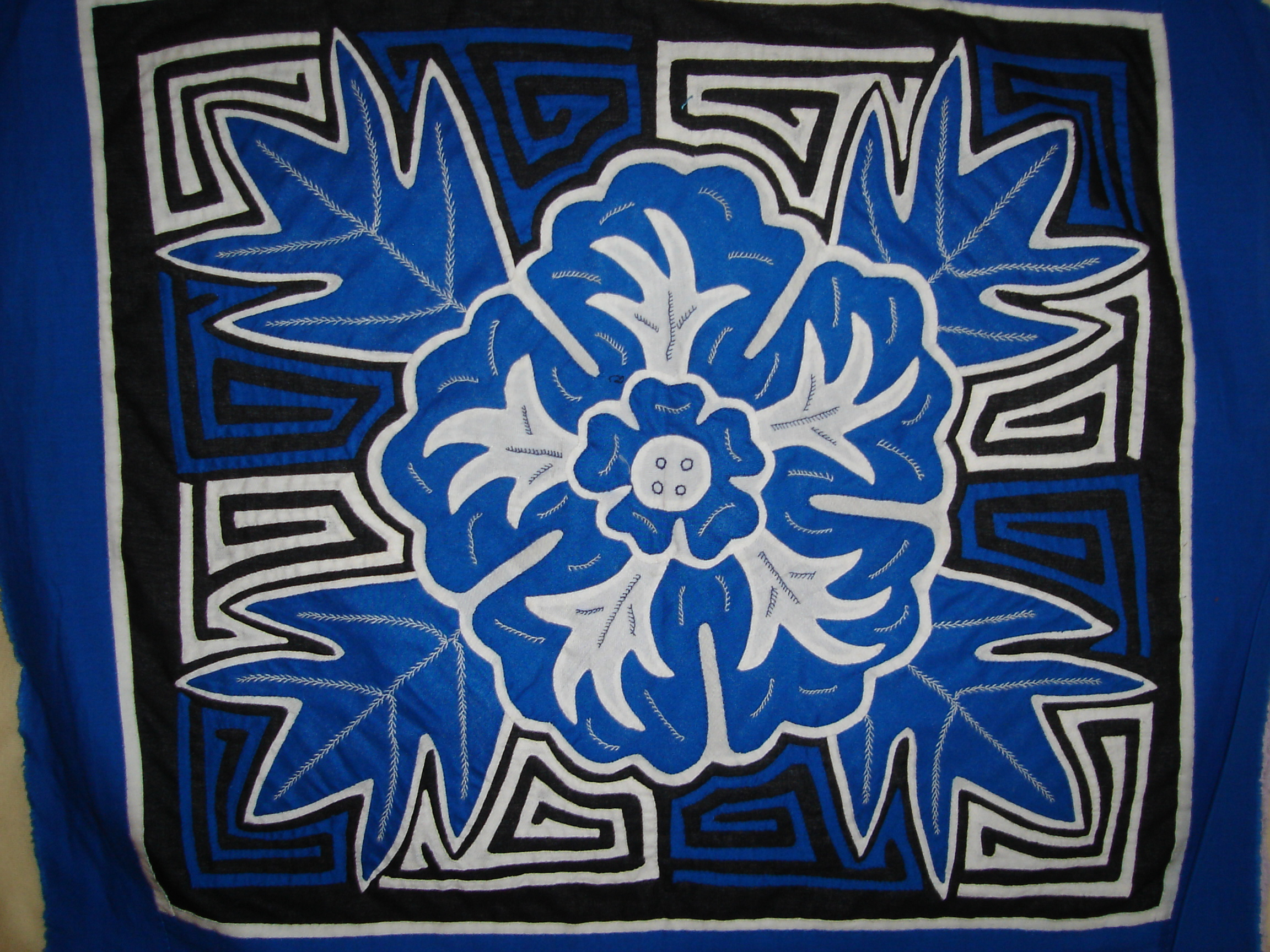
Mola (textile)
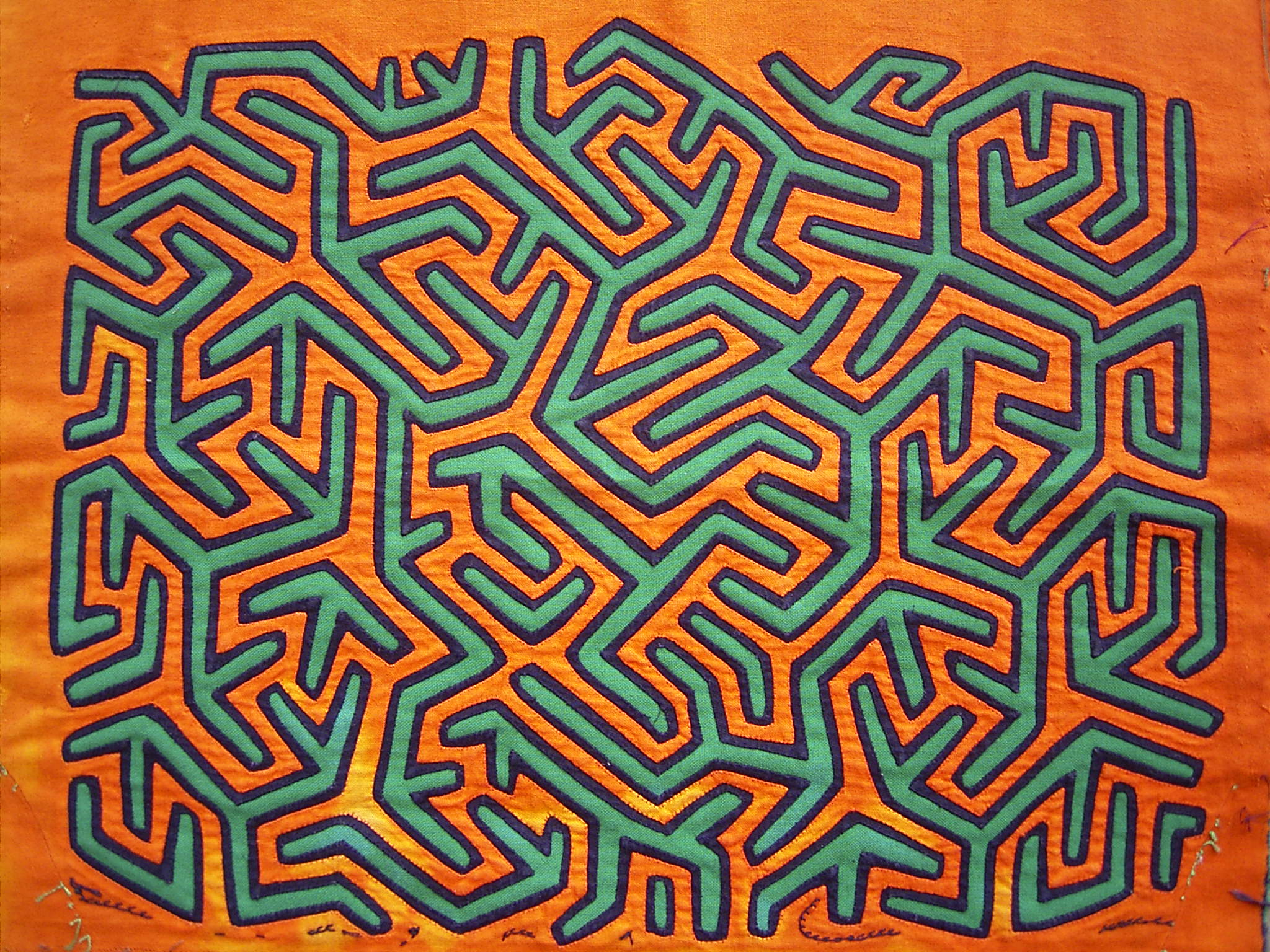
Mola (textile)

## Exemples actuels d'appliqué inversé
- Appliqué inversé sous forme de patchwork
- Appliqué inversé sous forme artistique